# 喬克科塔山
16°39′32″S 69°57′49″W / 16.65889°S 69.96361°W
喬克科塔山（Chuqi Quta），是秘魯的山峰，位於該國東南部普諾大區，由埃爾科廖省的聖羅薩區負責管轄，屬於安地斯山脈的一部分，海拔高度5,200米。